# Gerd Enequist
Gerd Margareta Enequist, née le 24 février 1903 près de Luleå et morte le 21 mai 1989 dans la paroisse de la cathédrale (sv) d'Uppsala, est une géographe suédoise. Figure importante du développement de la géographie moderne en Suède, notamment en géographie culturelle, elle participe au premier atlas de la Suède par la réalisation de cartes et adapte le diagramme triangulaire à la cartographie.

## Biographie
Gerd Enequist naît le 24 février 1903 dans le Norrland supérieur et grandit à Luleå dans une famille sensibilisée à l'importance des études universitaires,,. Pour obtenir son baccalauréat en 1922 à Göteborg, elle part chez un parent ; les filles ne sont pas autorisées dans l'enseignement supérieur à Luleå. Elle obtient son diplôme d'institutrice en 1923 et travaille brièvement à Norrbotten comme enseignante pour « gagner sa vie »,. Intéressée par les dialectes de la région de Torneälv, Gerd Enequist poursuit des études supérieures à Uppsala en langues nordiques, histoire et histoire littéraire. Son parcours est marqué par la figure de la féministe suédoise Fredrika Bremer qu'elle considère comme un « Jésus féminin », c'est-à-dire une femme qui souffre au nom des femmes qui viennent après elle. Elle obtient un master de philosophie en 1929 et une licence de philosophie (sv) en 1934 et prend la géographie en matière complémentaire. Elle devient docteure en géographie et maîtresse de conférences à l'université d'Uppsala en 1937. Elle y est nommée professeure de géographie le 8 avril 1949, une première pour une femme au sein de l'université suédoise,,. Elle enseigne la géographie culturelle et la géographie économique jusqu'à sa retraite en 1968,. Perçue comme un modèle, il faut pourtant attendre 50 ans avant qu'une deuxième femme soit nommée professeure de géographie dans le pays.

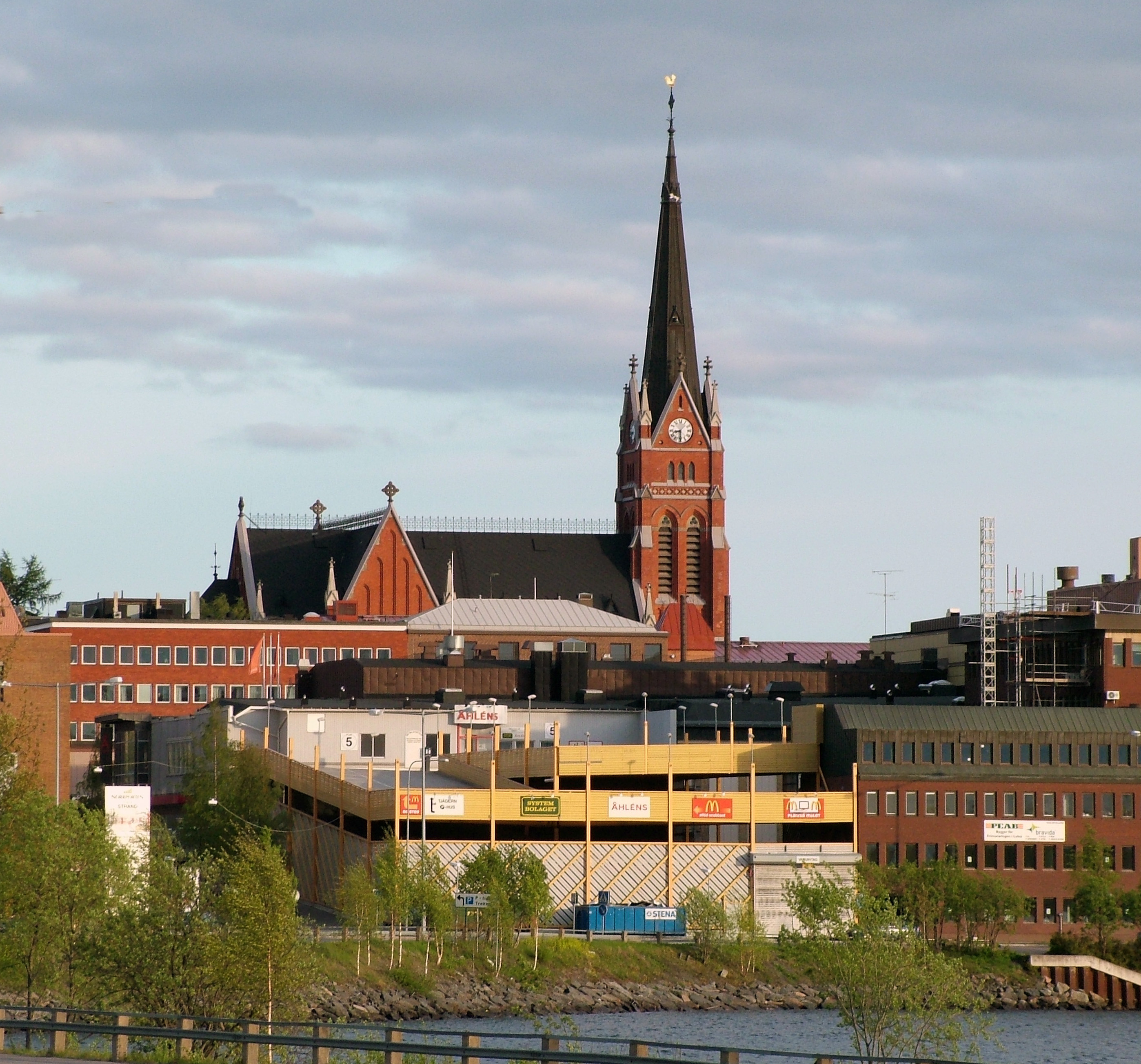
Vue de Luleå et sa cathédrâle.
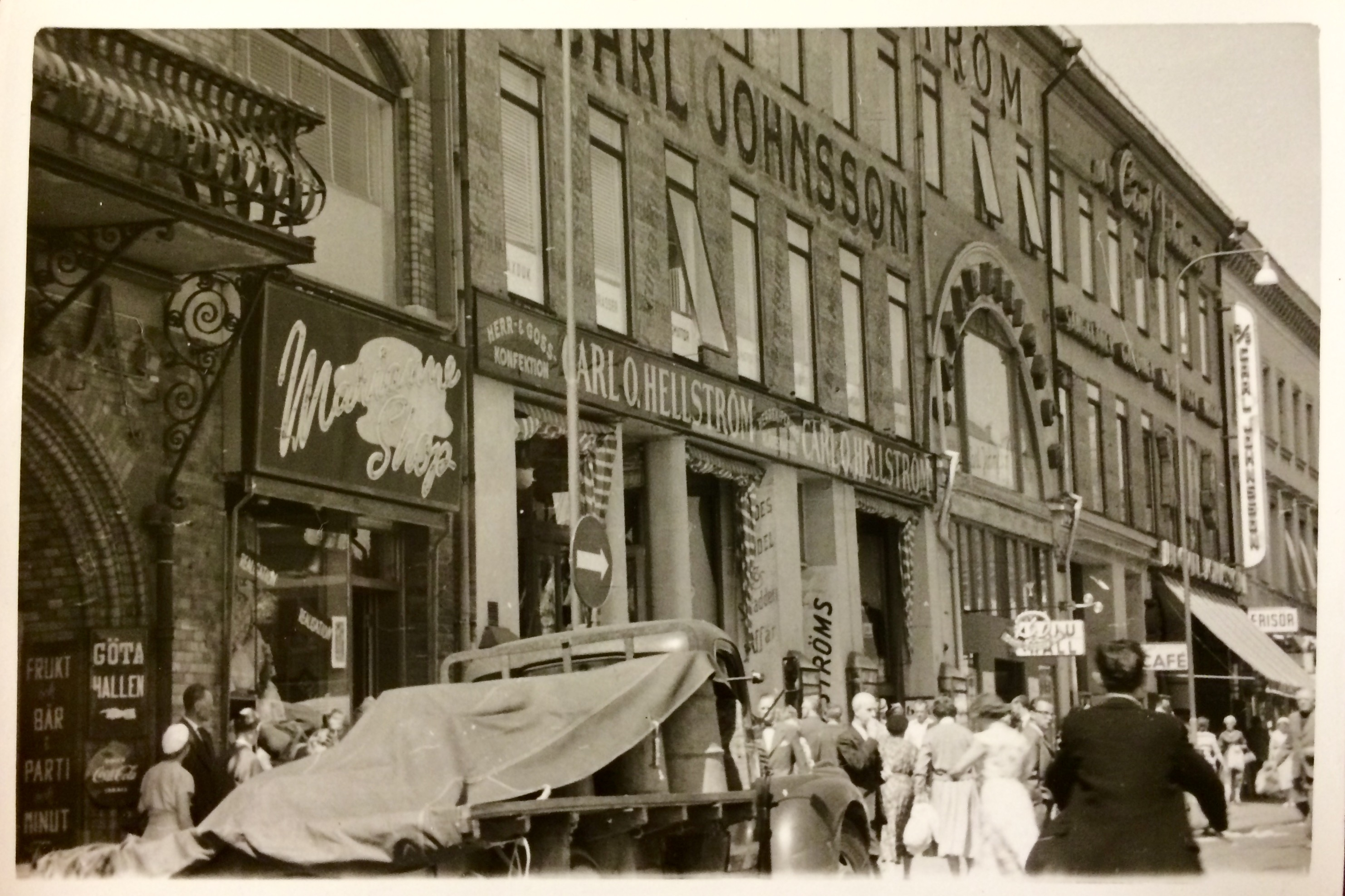
Götebourg dans les années 1940.

## Travaux

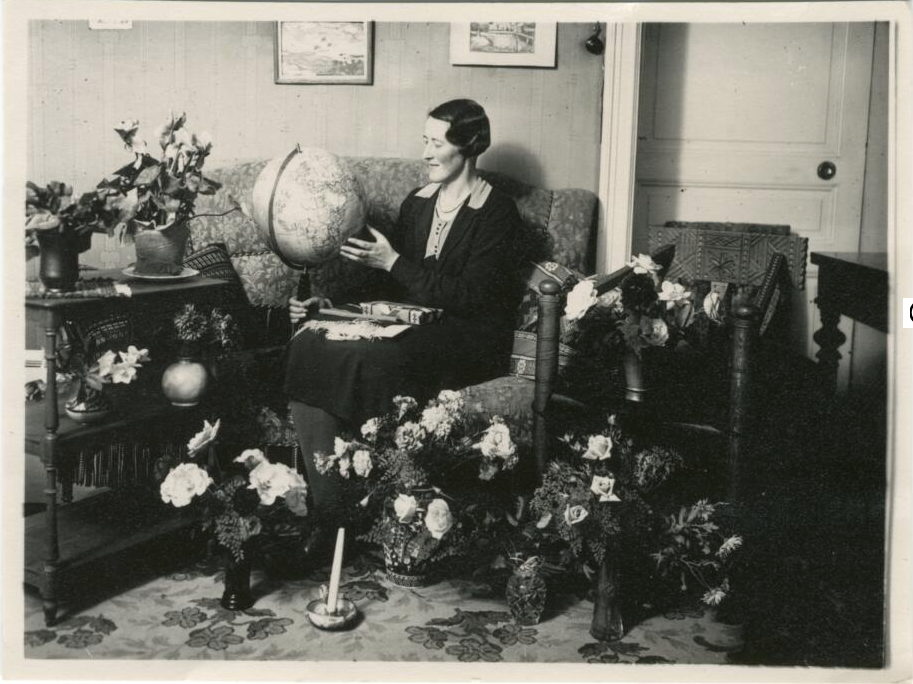
Portrait de Gerd Enequist.

La thèse de Gerd Enequist porte sur les villages du Bas-Luledalen dont elle dresse un compte-rendu détaillé et historique de la population, du peuplement et de la vie économique,. À l'aide du cadastre et d'anciennes cartes, Gerd Enequist détaille minutieusement et de manière exhaustive l'évolution des chalets, clôtures et parcelles. L'influence de la géographie française y est importante, en témoigne le français comme langue de légende des cartes et des tables. Considérée comme « une excellente représentante de l'école de géographie historique suédoise », ses recherches en « géographe polyvalente » portent sur de nombreux aspects de la géographie en général (géomorphologie) et de l'habitat en particulier,.
Gerd Enequist est membre du comité éditorial du premier Atlas över Sverige (« Atlas de la Suède »), publié de 1953 à 1971. Pour elle, les cartes sont un extraordinaire moyen de communication et elle en réalise de nombreuses décrivant la population, les bâtiments et les entreprises,. Par le développement de statistiques officielles sur les zones urbaines dans Tätorte och omland (« Zone urbaine et alentours ») en 1950, elle apporte une contribution importante à la géographie sociale suédoise moderne qu'elle contribue à créer. Gerd Enequist y étudie l'expansion des agglomérations nouvelles et dans le même temps le déclin des établissements ruraux agricoles,. Ses recherches documentent l'exode rural en Suède et la réorganisation moderne du territoire durant l'après-guerre. Ces recherches sont publiées dans Advance and retreat of rural settlement (« Avancement et recul du peuplement rural »), issues du Congrès géographique mondial en 1960, et dans Mälardalens lantbebyggelse enligt det äldre ekonomiska kartverket (« Développement rural de Mälarlänen selon l'ancienne autorité de la carte économique ») : elle y développe les études urbaines et économiques en géographie.

### Apports du diagramme triangulaire à la cartographie

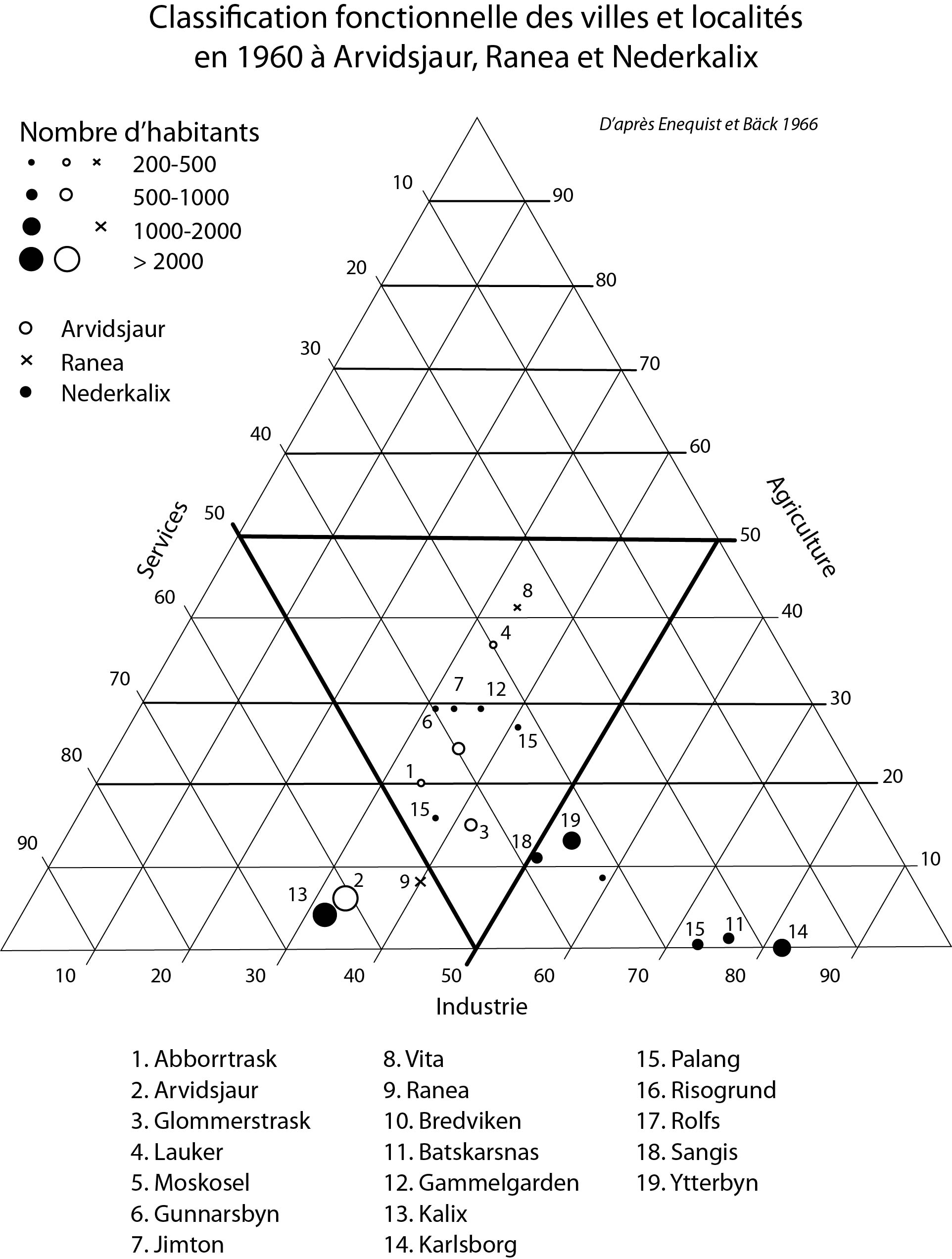
Diagramme triangulaire publié par Enequist et Bäck en 1966.

Le diagramme triangulaire permet de comparer trois données en même temps, présentées en pourcentages sur un triangle. Dans leur article, publié en 1966, Lennart Bäck et Gerd Enequist appliquent pour la première fois cette méthode à la cartographie,. Le diagramme triangulaire permet de représenter plusieurs territoires selon trois valeurs, de les comparer et ensuite d'y appliquer une classification. L'exemple porte sur le pourcentage d'emplois dans trois grands groupes : l'agriculture, l'industrie et les services, en comparant une petite vingtaine de villes. Cette représentation permet de comprendre les variations régionales, la structuration des zones résidentielles et la dominance économique d'une unité urbaine.

## Activités académiques

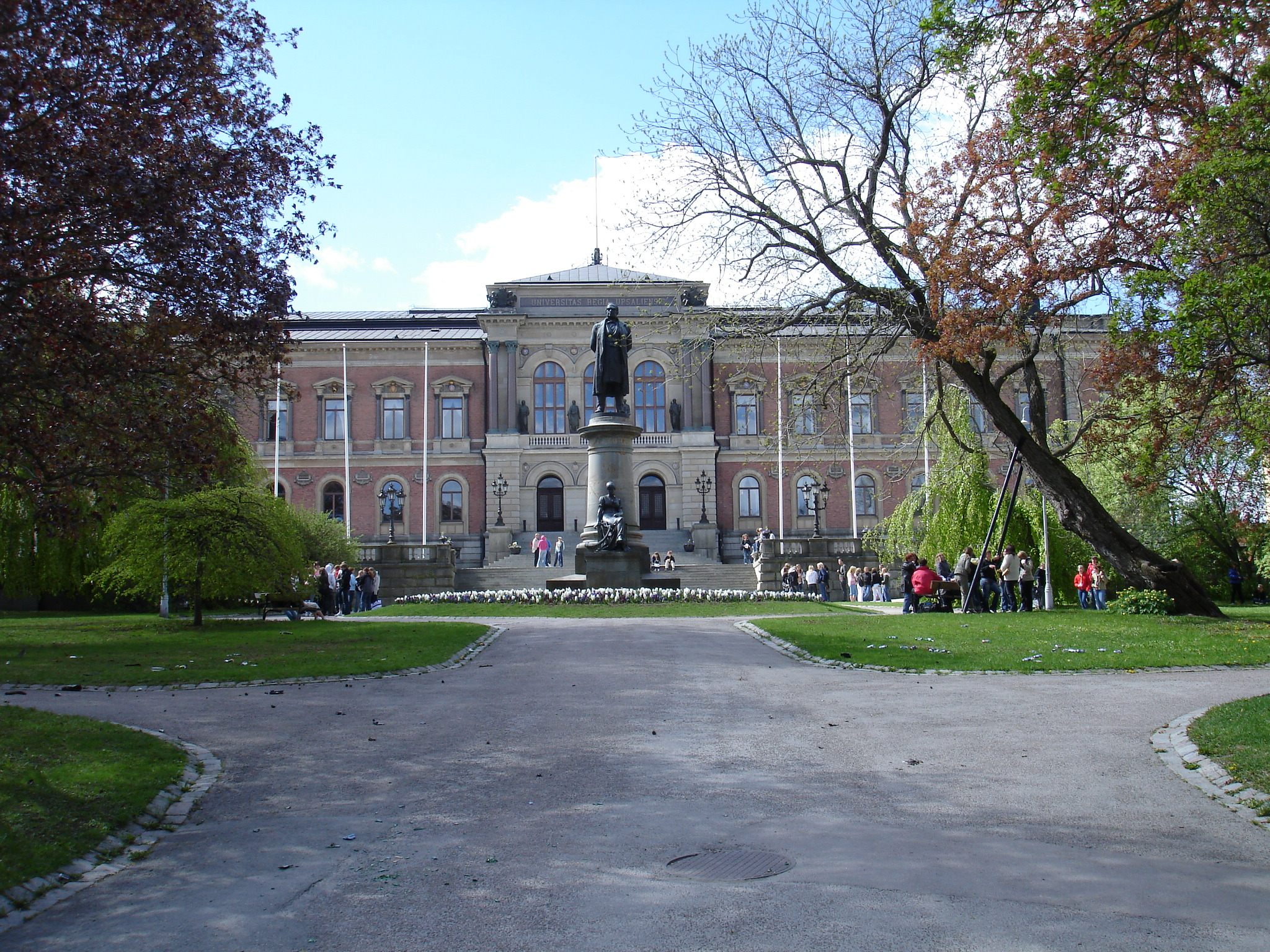
Bâtiment principal de l'université d'Uppsala.

Lors de la réorganisation de l'Institut de géographie en 1947, Gerd Enequist constitue le nouvel Institut de géographie humaine d'Uppsala. Elle se désole de cette division entre géographie humaine et physique, les deux étant pour elle trop liés. Fervente défenseuse des études de terrain, Gerd Enequist estime que c'est là le meilleur moyen d'étudier les comportements humains. Elle est la directrice de thèse de plusieurs futurs professeurs de géographie, envoyés ensuite dans le nord du pays, et de nombreux étudiants employés ensuite dans des administrations dédiées à l'aménagement. Son impact est donc important dans l'urbanisme suédois au cours des décennies qui suivent la Seconde Guerre Mondiale.
Gerd Enequist est sollicitée en tant qu'experte dans des enquêtes gouvernementales. Elle est entre autres membre du conseil scientifique de l'office suédois de la statistique Statistiska centralbyrån et de la délégation pour la planification routière entre 1954 à 1958.

## Activités extra-académiques
Gerd Enequist s'est fortement investie auprès de l'association de protection de l'environnement urbain Vårda Uppsala (Soins d'Uppsala),.
Elle participe de 1940 à 1950 au débat sur l'ouverture de la prêtrise aux femmes. Pour elle, les femmes peuvent être des prêtres comme les autres et il n'est pas nécessaire de leur proposer un sacerdoce spécifique. Elle s'exprime sur ce sujet dans la revue Vår Kyrka et dans le quotidien Svenska Dagbladet. Membre active de l'église, elle est représentante du conseil de l'église (sv) d'Uppsala de 1951 à 1957. Sa vision féministe de Dieu est décrite dans sa correspondance avec le doyen d'Uppsala Ragnar Fredberger, qu'elle appelle le « gardien de son âme »,.

Peinture de Fredrika Bremer, féministe suédoise dont les idées influencent Gerd Enequist.

## Fin de vie
Gerd Enequist meurt le 21 mai 1989 ; elle est enterrée au cimetière d'Östra à Visby.

## Hommages et distinctions

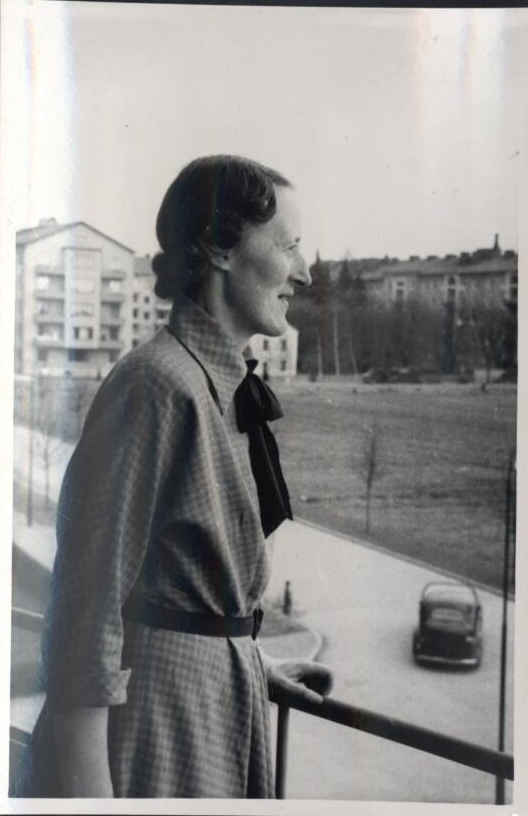
Portrait de Gerd Enequist.

Gerd Enequist est membre correspondante de l'Association autrichienne pour la promotion de la recherche et de l'aménagement du territoire à partir de 1955, membre de la Société royale de Skyttean (sv) et de la société royale des sciences humaines d'Uppsala (sv) en 1956, membre honoraire de l'Association des monuments anciens d'Upplands (sv) en 1976 et de la société Olaus Magnus en 1976.
Elle est docteure honoris causa en philosophie à Umeå en 1982 et membre de l'Ordre royal de l'étoile polaire.
Une rue porte son nom à Uppsala,.
Elle est le sujet d'une tapisserie de l'artiste Berit Sahlström.

## Publications
- (sv) Anrick, C. J., Högbom, I, Lundqvist, M et Enequist, Gerd, Atlas över Sverige [« Atlas de la Suède »], Stockholm, Svenska Sällskapet för Antrepologi ech Geografi, 1953, 150 p.
- (sv) Gerd Enequist, Övre Norrlands storbyar i äldre tid [« Les grands villages de l'Upper Norrland dans les temps anciens »], vol. 11, 1935, 42 p.
- (sv) Gerd Enequist, Nedre Luledalens byar: en kulturgeografisk studie [« Les villages de Nedre Luledalen : une géographie culturelle »], Applebergs boktr, 468 p.
- (sv) Gerd Enequist, Dynstudier i Lule skärgård [« Études des dunes dans l'archipel de Lule »], Uppsala, 1944
- (de) Gerd Enequist, « Die jüngere Entwicklung der Geographie in Schweden » [« Le développement récent de la géographie en Suède »], Erdkunde, vol. 7, no 2,‎ 1953, p. 111–123 (ISSN 0014-0015, lire en ligne, consulté le 22 décembre 2021)